# Рытвины Аль-Яман
Рытвины Аль-Яман (англ. Al-Yaman Sulci) — система рытвин (рельеф из чередующихся борозд и кряжей) на поверхности спутника  Сатурна — Энцелада.

## География
Примерные координаты — 9°42′ с. ш. 191°48′ з. д. / 9,7° с. ш. 191,8° з. д.. Максимальный размер структур составляет 177,9 км. Северо-западнее от них находится аналогичная, но меньшая по размеру структура — рытвины Миср (в левом верхнем углу на изображении справа). На юге расположены два крупных именных кратера — 9-километровый Аль-Бакбук и 12-километровый Хосров.

## Эпоним
Названы в честь Аль-Ямана — арабского названия страны Йемен, которая фигурировала в сборнике арабских сказок Тысяча и одна ночь. Официальное название было утверждено Международным астрономическим союзом в 2010 году.